# 阿尔坎塔拉 (巴西)
阿尔坎塔拉是巴西马拉尼昂州的一个市镇。总面积1483.232平方公里，总人口21229人，人口密度14.3人/平方公里。